# 倪妮
倪 妮（ニー・ニー、1988年8月8日 - ）は、中華人民共和国の女優。

## 経歴
南京市出身。学生時代は水泳の国家二級選手として活躍していた。
2011年にチャン・イーモウ監督の『金陵十三釵（原題）』でデビューし、同作の大ヒットにより一躍人気女優となった。第6回アジア・フィルム・アワードで最優秀新人賞も受賞している。2013年には、アンジェラベイビー、ヤン・ミー、リウ・シーシーと共に南都版四小花旦に選ばれた。
以後、映画を中心に活躍していたが、2017年にテレビドラマ『鳳凰の飛翔』に出演。2019年のドラマ『運命の桃花 〜宸汐縁〜』では華鼎奨の時代劇ドラマ部門で最優秀女優賞にノミネートされた。
2019年には映画『雪暴 白頭山の死闘』、2020年には映画『バーニング・ダウン 爆発都市』、2021年には映画『柳川』に出演している。

## 出演作品

### 映画
- 金陵十三釵（2011年）日本未公開
- 殺戒（2013年）
- 息もできないほど 我想和你好好的（2013年）2014東京・中国映画週間で上映
- 風を待って 等風来（2013年）日本ではNetflixで配信
- 君といた日々 匆匆那年（2014年）2015東京・中国映画週間で上映
- 新娘大作戰（2015年）
- ウォリアー・ゲート 時空を超えた騎士 The Warriors Gate（2016年）
- 28歳未成年（2016年）
- 奇門遁甲 奇門遁甲（2017年）電影2018で上映
- 悟空伝 悟空傳（2017年）
- 雪暴 白頭山の死闘 雪暴（2019年）
- バーニング・ダウン 爆発都市 拆彈專家2（2020年）
- 1921 1921（2021年）2021東京・中国映画週間で上映
- 柳川 漫长的告白（2021年）
- 妻消えて 消失的她（2023年）日本ではNetflixで配信。『ロスト・イン・ザ・スターズ』の邦題で2023東京・中国映画週間で上映。
- バウンド・イン・ヘブン 捆绑上天堂（2025年）第20回大阪アジアン映画祭で上映
- 獵金遊戲（2025年）
- 东极岛（2025年）

### テレビドラマ
- 鳳凰の飛翔 天盛長歌（2018年）日本ではNetflixで配信
- 運命の桃花 〜宸汐縁〜 宸汐縁（2019年）
- 在一起（2020年）
- 流金歳月（2020年）
- 功勋（2021年）
- 天才基本法 天才基本法（2022年）
- 西出玉门（2023年）